# Baerenthal
Baerenthal là một xã trong vùng Grand Est, thuộc tỉnh Moselle, quận Sarreguemines, tổng Bitche. Tọa độ địa lý của xã là 48° 58' vĩ độ bắc, 07° 31' kinh độ đông. Baerenthal nằm trên độ cao trung bình là 210 mét trên mực nước biển, có điểm thấp nhất là 190 mét và điểm cao nhất là 473 mét. Xã có diện tích 39,91 km², dân số vào thời điểm 1999 là 702 người; mật độ dân số là 17 người/km².

## Thông tin nhân khẩu
| 1817 | 1852  | 1962 | 1968 | 1975 | 1982 | 1990 | 1999 |
| ---- | ----- | ---- | ---- | ---- | ---- | ---- | ---- |
| 660  | 1 683 | 681  | 735  | 754  | 694  | 723  | 702  |